# جانيت كارديف
جانيت كارديف (بالإنجليزية: Janet Cardiff)‏ هي فنانة صوت ‏ ومنتجة أفلام كندية، ولدت في 15 مارس 1957 في Brussels, Ontario ‏ في كندا.

## وصلات خارجية
- الموقع الرسمي
- جانيت كارديف على موقع ميوزك برينز (الإنجليزية)
- جانيت كارديف على موقع ديسكوغز (الإنجليزية)